# Lijst van voetbalinterlands Amerikaanse Maagdeneilanden - Barbados (vrouwen)
Deze lijst van voetbalinterlands is een overzicht van alle officiële voetbalinterlands tussen de nationale vrouwenteams van de Amerikaanse Maagdeneilanden en Barbados. De landen hebben tot nu toe één keer tegen elkaar gespeeld.

## Wedstrijden
| № | Plaats   | Datum          | Competitie                          | Wedstrijd                              | Uitslag |
| - | -------- | -------------- | ----------------------------------- | -------------------------------------- | ------- |
| 1 | Kingston | 6 oktober 2019 | Olympische Spelen 2020 kwalificatie | Amerikaanse Maagdeneilanden − Barbados | 0 − 4   |

## Samenvatting
| Competitie                     | Totaal gespeeld | Winst Amerikaanse Maagdeneilanden | Gelijk | Winst Barbados | Doelsaldo Amerikaanse Maagdeneilanden – Barbados |
| ------------------------------ | --------------- | --------------------------------- | ------ | -------------- | ------------------------------------------------ |
| Olympische Spelen kwalificatie | 1               | 0                                 | 0      | 1              | 0 − 4                                            |
| Totaal                         | 1               | 0                                 | 0      | 1              | 0 − 4                                            |